# Elymus afghanicus
Elymus afghanicus är en gräsart som först beskrevs av Aleksandre Melderis, och fick sitt nu gällande namn av Gurcharan Singh. Elymus afghanicus ingår i släktet elmar, och familjen gräs.
Artens utbredningsområde är Iran. Inga underarter finns listade i Catalogue of Life.